# Кронштадтский Морской музей
Кронштадтский Морской музей — музей, посвящённый истории развития водолазного дела в России и военной истории Кронштадта в XX веке. Находится в центральной части города Кронштадта, адрес — Андреевская улица, дом № 5.

## История
Музей был открыт 4 мая 2012 года усилиями энтузиастов при полной финансовой поддержке морской инженерной компании «Фертоинг» в преддверии знаменательного юбилея — 130-летия водолазной службы России.
Имя Кронштадта тесно связано со становлением российской водолазной службы, поскольку первая в России государственная военная водолазная школа была учреждена именно здесь 5 мая 1882 года по повелению Александра III. В Указе императора было сказано, что водолазная школа должна готовить «опытных в водолазном деле офицеров и нижних чинов для судовых надобностей и подводных минных работ». Эта дата считается официальной датой основания водолазной службы в России.

## Здание
Дом, в котором располагается музей, был построен в конце XIX — начале XX века и принадлежал Александру Михайловичу Бритневу. Его отцом, Михаилом Осиповичем Бритневым, в 1868—1869 года в Кронштадте была основана частная водолазная школа.
Решением исполкома Ленгорсовета № 644 от 06.08.1990 здание было включено в список объектов культурного наследия регионального значения (адрес в документе указан по предыдущему наименованию Андреевской улицы — улица Володарского, дом 5).

## Коллекция
Выставочная площадка музея занимает два зала, больший из которых посвящён истории водолазного дела, другой — Великой Отечественной войне, блокаде и военной истории Кронштадта.
В экспозиции музея широко представлено водолазное снаряжение разных лет. Все оно находится в рабочем состоянии. В коллекции музея несколько водолазных шлемов, в том числе знаменитые «трехболтовка» — трёхболтовый шлем УВС-50М и «двенадцатиболтовка» — двенадцатиболтовый шлем ШВК. Наиболее интересные экспонаты, относящиеся к XX веку и, несомненно, привлекающие внимание посетителей: подводно-надводные буксировщики «Протон» и «Протей», использовавшиеся для проведения диверсионных работ, оружие диверсантов, несколько водолазных костюмов боевых пловцов. Кроме того, в экспозиции представлены вентилируемое водолазное снаряжение, дыхательные аппараты различной конструкции и назначения, водолазное снаряжение, ножи, личные вещи водолазов, документы, ядра, поднятые со дна моря, и многое другое. Особое внимание привлекает специально оборудованный пост торпедной стрельбы и костюм СГП водолаза-подводника с индивидуальным дыхательным аппаратом ИДА-59.
В мае 2015 года с реставрации в реставрационно-хранительском центре «Старая Деревня» вернулся ещё один значимый экспонат — шлем от 12-болтового водолазного снаряжения Никиты Сергеевича Мышляевского, трагически погибшего в 1944 году в водах Финского залива недалеко от Шепелевского маяка.
На настенных стендах представлены все значимые события истории водолазного дела в России, начиная с момента его становления: основание и деятельность Кронштадтской военной водолазной школы с фотографиями К. Буллы (1913 год), Центральная водолазная база народного комитета путей сообщения, Экспедиция подводных работ особого назначения (ЭПРОН), работы по судоподъёму, подготовка водолазов в довоенное время и во время Великой Отечественной войны и другие.
В отдельном зале развернута экспозиция, посвящённая героической обороне Кронштадта и жизни защитников и жителей города во время Великой Отечественной войны. Здесь хранятся настоящие свидетели событий тех лет: боевые знаки различия Военно-морского флота, оружие и патроны, ордена, медали, значки, солдатская форма, пробитые осколками каски, документы, фронтовые письма, а также приметы мирной жизни в тяжелые военные годы — игрушки, колокольчики. Среди самых заметных экспонатов: миномет, станковый пулемет, автомат ППШ, трофейный немецкий «Шмайсер». Есть и немецкая солдатская полевая форма, каски, фуражки, нож, часы, предметы быта, а также личные вещи финских солдат, воевавших в Зимнюю войну.
Экспозиция, посвящённая жизни блокадного Кронштадта занимает немного места, но трогательна и способна взволновать каждого. Это блокадный дневник, который вела одна из жительниц Кронштадта, блокадные хлебные карточки, деньги 40-х годов, плакаты, удостоверения, письма.

## Просветительская деятельность
В помещении музея предусмотрен специальный лекционный зал, который используется как для проведения встреч, конференций, так и для популяризации истории России, Кронштадта, водолазного дела, морской археологии, военной истории нашей Родины среди школьников и молодежи. Со всеми экспонатами музея можно фотографироваться. Можно примерить на себя военную форму, настоящее водолазное снаряжение и почувствовать себя покорителем морских глубин. Работа музея, направленная на популяризацию истории водолазного дела, истории Кронштадта и флота России, предполагает проведение открытых уроков, как для младших школьников, так и для старшеклассников. Тематика занятий и бесед со школьниками обширна и связана, преимущественно, с основными датами, объединяющими историю Кронштадта, историю Российского флота и историю водолазного дела в нашей стране. Специальное помещение отведено под библиотеку, которая хранит профессиональные издания, художественные альбомы, исторические книги разных времен по морской и военной тематике. Некоторые из представленных здесь изданий, профессиональных журналов 20-40-х гг. прошлого века, безвозвратно утеряны, и найти их трудно даже в национальных библиотеках.

## Руководители
Шатров Владимир Николаевич (2012 — настоящее время)